# (1072) Malva
(1072) Malva – planetoida z pasa głównego asteroid okrążająca Słońce w ciągu 5 lat i 228 dni w średniej odległości 3,16 au. Została odkryta 4 października 1926 roku w Landessternwarte Heidelberg-Königstuhl w Heidelbergu przez Maxa Wolfa Karla Reinmutha. Nazwa planetoidy pochodzi od łacińskiej nazwy ślazu – rodzaju roślin. Przed nadaniem nazwy planetoida nosiła oznaczenie tymczasowe (1072) 1926 TA.